# Мери-Кејт и Ешли Олсен
Мери-Кејт Олсен (енгл. Mary-Kate Olsen) и Ешли Олсен (енгл. Ashley Olsen; Лос Анђелес, 13. јун 1986), такође познате као Олсен близнакиње као дуо, америчке су модне дизајнерке и бивше дечије глумице. Близнакиње су оствариле свој глумачки деби као деца Мишел Тенер у телевизијској серији Пуна кућа. Са шест година, Мери-Кејт и Ешли Олсен почеле су глумити заједно на ТВ, филмовима и видео пројектима, што се наставило до тинејџерских година. Преко своје компаније Дуалстар, Олсенове су се прикључиле списку најбогатијих жена у индустрији забаве са веома мало година.